# Unblessing the Purity
Unblessing The Purity är det svenska death metal bandet Bloodbaths andra EP. Skivan gavs ut den 10 mars 2008. Per Eriksson är ny gitarrist på denna skivan efter att Dan Swanö slutat och återvändande sångare är Mikael Åkerfeldt.

## Låtförteckning
1. "Blasting the Virginborn" - 03:32 (Renkse, musik och lyrik)
2. "Weak Aside" - 04:14 (Nyström, musik och lyrik)
3. "Sick Salvation" - 03:21 (Eriksson, musik och Renkse, lyrik)
4. "Mouth of Empty Praise" - 04:31 (Eriksson och Renkse, musik och Renkse, lyrik)

## Banduppsättning
- Mikael Åkerfeldt - sång
- Anders Nyström - gitarr
- Per Eriksson - gitarr
- Jonas Renkse - bas
- Martin Axenrot - trummor

## Medverkande
- David Castillo - producent, mastering (Ghost Ward, Stockholm)
- Dusty Peterson - omslagsdesign
- Magnus Jönsson - foto